# Praecoxanthus aphyllus
Praecoxanthus aphyllus är en orkidéart som först beskrevs av George Bentham, och fick sitt nu gällande namn av Stephen Donald Hopper och Andrew Phillip Brown. Praecoxanthus aphyllus ingår i släktet Praecoxanthus och familjen orkidéer. Inga underarter finns listade i Catalogue of Life.